# Benno Paulitz
Benno Paulitz (ur. 22 kwietnia 1951) – wschodnioniemiecki zapaśnik walczący w stylu wolnym.
Zajął czwarte miejsce na mistrzostwach świata w 1974. Srebrny medalista mistrzostw Europy w 1974 i brązowy w 1973 roku.
Mistrz NRD w 1972, 1973, 1974 i 1975; drugi w 1971 roku.